# واهرام ساهاکیان

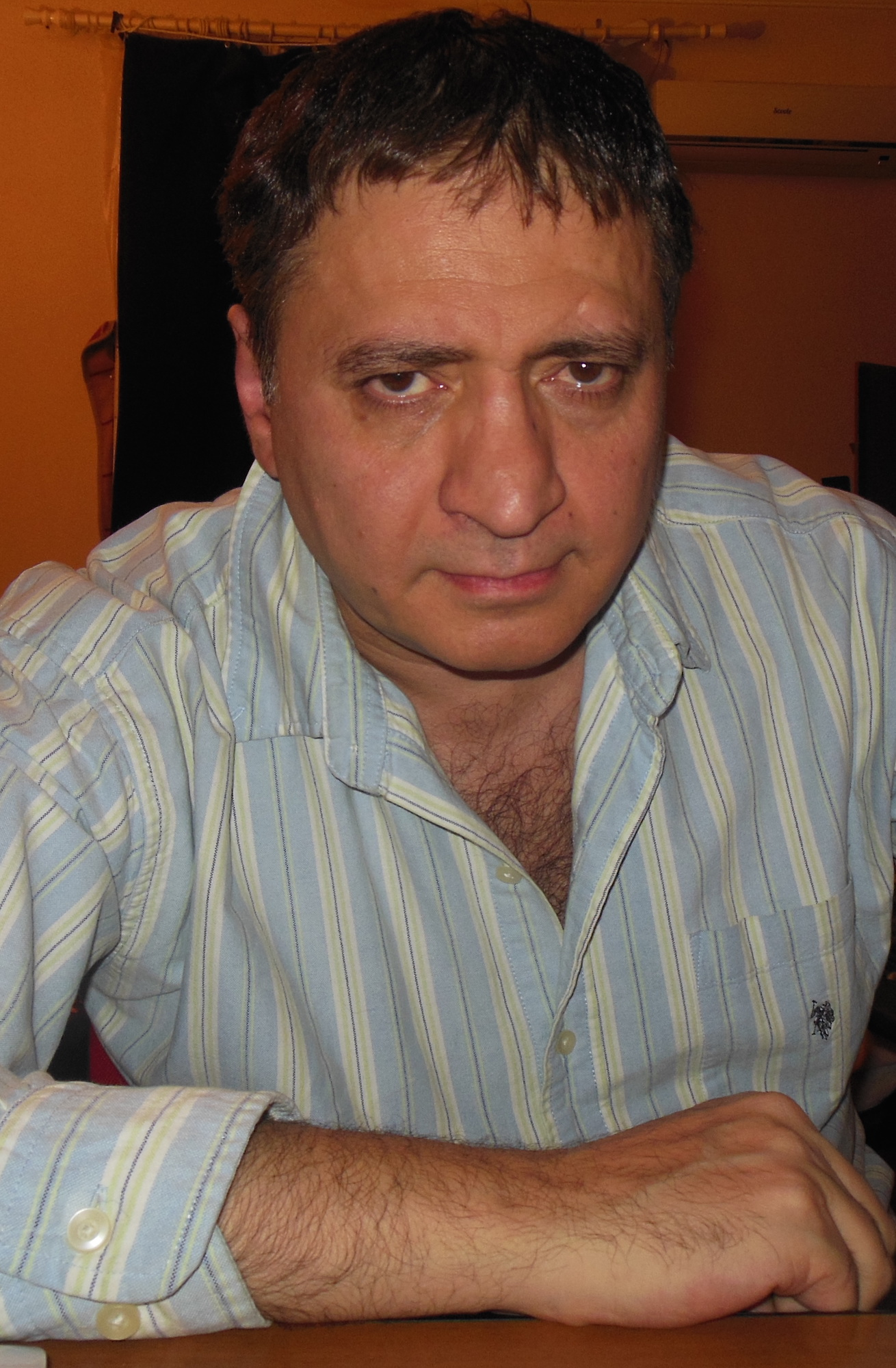

واهرام آرامائیسی ساهاکیان (ارمنی: Վահրամ Արամայիսի Սահակյան؛ زادهٔ ۲۲ سپتامبر ۱۹۶۴) یک کارگردان فیلم، نمایش‌نامه‌نویس و بازیگر اهل ارمنستان است. وی از سال ۱۹۸۷ میلادی تا تاکنون فعالیت می‌کند.

## زندگی‌نامه
وی فرزند آرامائیس ساهاکیان ادیب سرشناس اهل ارمنستان است. در سال ۲۰۱۶ به عنوان چهره فرهنگی شایسته جمهوری ارمنستان از وی تقدیر شد.

## نمایش‌ها

### درام نویسی
- Rye Key (۲۰۰۹)
- Two friends, to Say Nothing of the Life (۲۰۰۶)
- Why roars City (۲۰۰۳)
- Mea Culpa (My Fault) (۲۰۰۲)
- Hello, I'm Staying (۲۰۰۰)
- Khatabalada (۱۹۹۶)
- روزی روزگاری در ارمنستان Once upon a time in Armenia (۱۹۹۱)
- That Very Pepo (۱۹۹۰)
- Vozniner in Air (1988), (featuring وارطان پتروسیان)

### فیلم‌نامه‌ها
- Yerevan - Los angeles - Yerevan (۱۹۹۲)

## برگزیده کتاب‌شناسی
- (۲۰۰۲) Eyes black, white tablecloth (رمان عاشقانه)
- Brutes (۲۰۰۵)
- (۲۰۰۸) Eternal gallows (رمان عاشقانه)

## فیلمشناسی
- Death Pirate (۲۰۰۷) کارگردان
- Les Bavardes Tres libre-3 (۲۰۰۶) کارگردان
- Film-Prison (۲۰۰۵) کارگردان
- Vardan and Margarita (۲۰۰۴) کارگردان
- Les Bavardes Tres libre 2 (۲۰۰۳) کارگردان
- World cattle (۲۰۰۲) کارگردان
- Les Bavardes Tres libre (۲۰۰۰) کارگردان
- Le tous dernier tango a Paris -2 (۱۹۹۸) کارگردان، هنرپیشه (همراه با وارطان پتروسیان)
- Mer Verje - Our end (۱۹۹۸) کارگردان، هنرپیشه
- Policie (۱۹۹۵) کارگردان
- Every way (۱۹۹۳) کارگردان، هنرپیشه
- Le tous dernier tango a Paris (۱۹۹۲) کارگردان، هنرپیشه (همراه با وارطان پتروسیان)
- Once upon a time in Yerevan (۱۹۹۱) کارگردان